# Đa thức monic
Trong đại số, đa thức monic là đa thức đơn biến trong đó hệ số dẫn đầu (hệ số khác không bậc lớn nhất) bằng 1. Do đó, một đa thức monic có dạng.
{\displaystyle x^{n}+c_{n-1}x^{n-1}+\cdots +c_{2}x^{2}+c_{1}x+c_{0}}

## Đa thức đa biến
Nếu một đa thức đa biến được coi như là một đa thức đơn biến với hệ số trong vành đa thức các biến còn lại, ta cũng có thể định nghĩa tính monic. Ví dụ
{\displaystyle \ p(x,y)=2xy^{2}+x^{2}-y^{2}+3x+5y-8}
là monic, nếu được coi như một phần tử của R[y][x]. Ta viết lại theo thứ tự lũy thừa của x
{\displaystyle p(x,y)=1\cdot x^{2}+(2y^{2}+3)\cdot x+(-y^{2}+5y-8)};
nhưng p(x,y) không phải là một đa thức monic trong R[x][y], do hệ số bậc cao nhất (nghĩa là hệ số của y2) là 2x−1.